# Нове Село (Борисовський район)
Нове Село (біл. вёска Новае Сяло) — село в складі Борисовського району Мінської області, Білорусь. Село підпорядковане Зачистівській сільській раді, розташоване в північно-східній частині області.